# Heilig-Kreuz-Kirche (Calvörde)

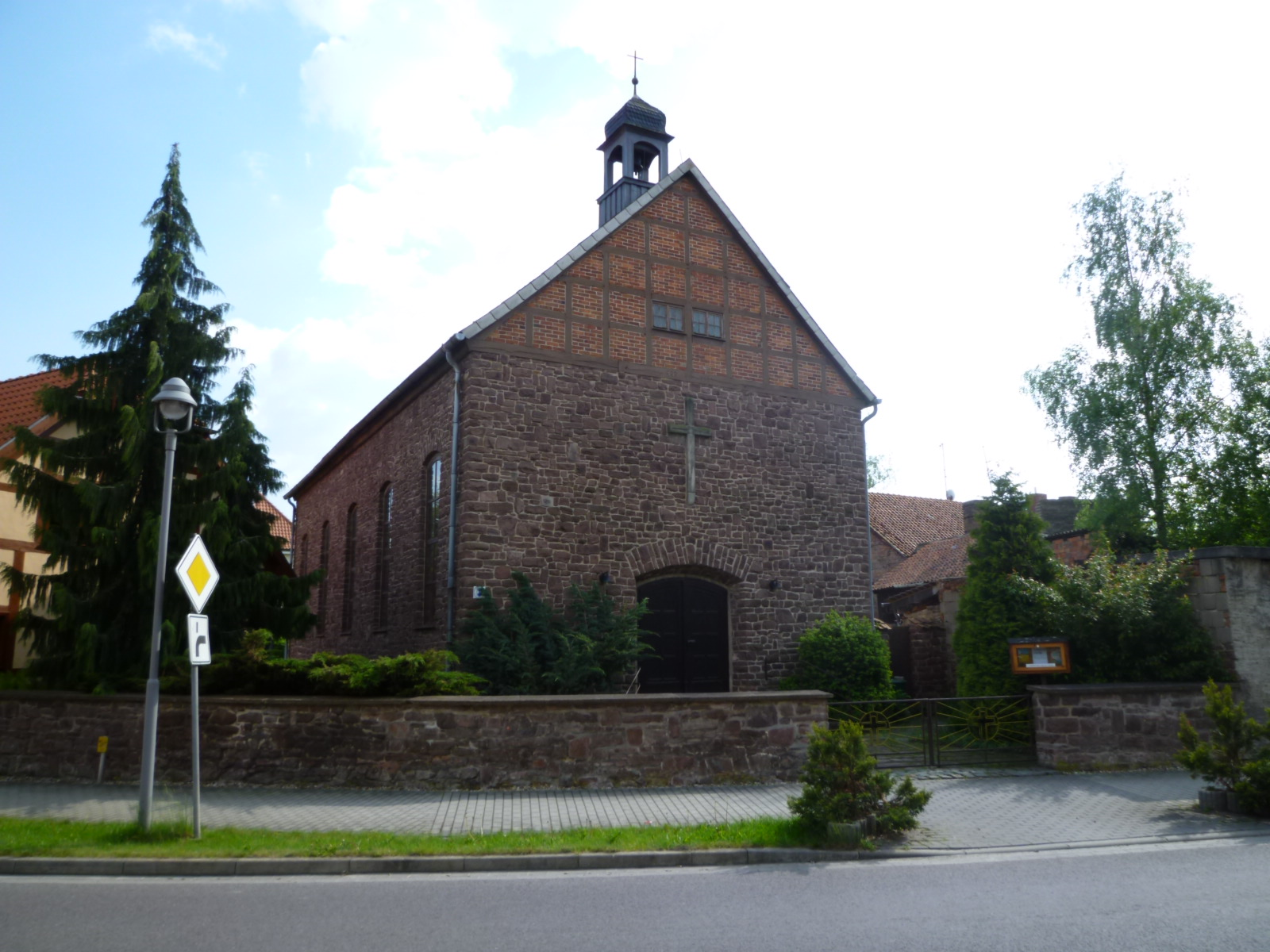
Die katholische Heilig-Kreuz-Kirche

Die Heilig-Kreuz-Kirche ist die katholische Kirche im Flecken Calvörde, einer Gemeinde im Landkreis Börde in Sachsen-Anhalt. Sie gehört zur Pfarrei St. Christophorus im Dekanat Stendal des Bistums Magdeburg.

## Vorgeschichte
Erste Ansätze der Reformation gab es in Calvörde, das damals zum Bistum Halberstadt gehörte, ab 1542, doch durch Heinrich II. wurden sie 1547 wieder unterdrückt. 1568 führte Herzog Julius die Reformation endgültig ein. Seitdem waren im Marktflecken Calvörde nur noch wenige Einwohner katholisch. Um das Jahr 1832 zählte man 10 Katholiken unter 1874 Einwohnern. Sie hielten ihren Gottesdienst meistens zu Hause ab.
Zum 1. Januar 1943 wurden durch einen kirchlichen Gebietstausch die Bistumsgrenzen begradigt: Calvörde kam vom Bistum Hildesheim in das Erzbistum Paderborn, wo es bis zur Gründung des Bistums Magdeburg im Jahre 1994 verblieb, und wurde dort zunächst der St.-Liborius-Gemeinde in Haldensleben angeschlossen. Das Bistum Hildesheim bekam dafür vom Erzbistum Paderborn die Ortschaften Hehlingen, Heßlingen und Wolfsburg.
Der Zweite Weltkrieg und die deutschen Gebietsverluste sorgten für einen raschen Anstieg der Einwohnerzahlen. Es kamen Umsiedler aus Hinterpommern, Ostbrandenburg, Schlesien, Posen, Westpreußen und Ostpreußen. Dadurch stieg die Anzahl der Katholiken. Sie erhielten die Gelegenheit, ihren Gottesdienst in der evangelischen St.-Georg-Kirche abzuhalten. Später wurde auch ein Betraum in einem Privathaus eingerichtet. Doch die Nachfrage der Katholiken nach einem eigenen Gotteshaus führte letztlich zum Bau der neuen Kirche.

## Gemeindegründung, Bau und Weihe
Die Kirchengemeinde Calvörde entstand ab 1945 als Tochtergemeinde der Kirchengemeinde Haldensleben I (St. Liborius). Ihr erster Geistlicher war ab dem 10. Mai 1945 Pater Leo Dymek SJ, der zunächst im nahegelegenen Berenbrock Wohnung nahm. Am 31. Mai 1945 ließ er sich in Calvörde nieder. Seine Gottesdienste hielt er in evangelischen Kirchen. Bereits am 1. Juli 1945 zog er nach Westdeutschland um, die Seelsorgestelle Calvörde blieb nun über ein Jahr unbesetzt. Die Katholiken im Raum Calvörde betreute in dieser Zeit der Priester aus Mieste mit.
Zum 1. November 1947 erfolgte die Gründung der Kuratie Calvörde. Aloys Körner, der inzwischen die Seelsorge in Calvörde übernommen hatte, wurde zu ihrem Kuratus ernannt. Damals wohnten im Raum Calvörde rund 1500 Katholiken. Von 1948 an wurden in Calvörde katholische Kirchenbücher geführt.
1950 erwarb Körner von einem Landwirt ein bebautes Grundstück. Das dort stehende Wohnhaus wurde renoviert und im September 1950 von Kuratus Körner bezogen. Die benachbarten Wirtschaftsgebäude wurden abgerissen, aus dem Abbruchmaterial wurde Baumaterial für den Kirchenbau gewonnen.
Am 18. Oktober 1950 begannen die Bauarbeiten, und am 9. Dezember erfolgte durch Johannes Meier, Pfarrer der St.-Liborius-Kirche in Haldensleben, die Grundsteinlegung. Die Benediktion der Kirche nahm am 23. September 1951 Peter Hoberg (1902–1984), Dechant des Dekanats Magdeburg, vor. Dieses Gotteshaus erhielt den Namen Heilig-Kreuz-Kirche.

## Architektur und Ausstattung

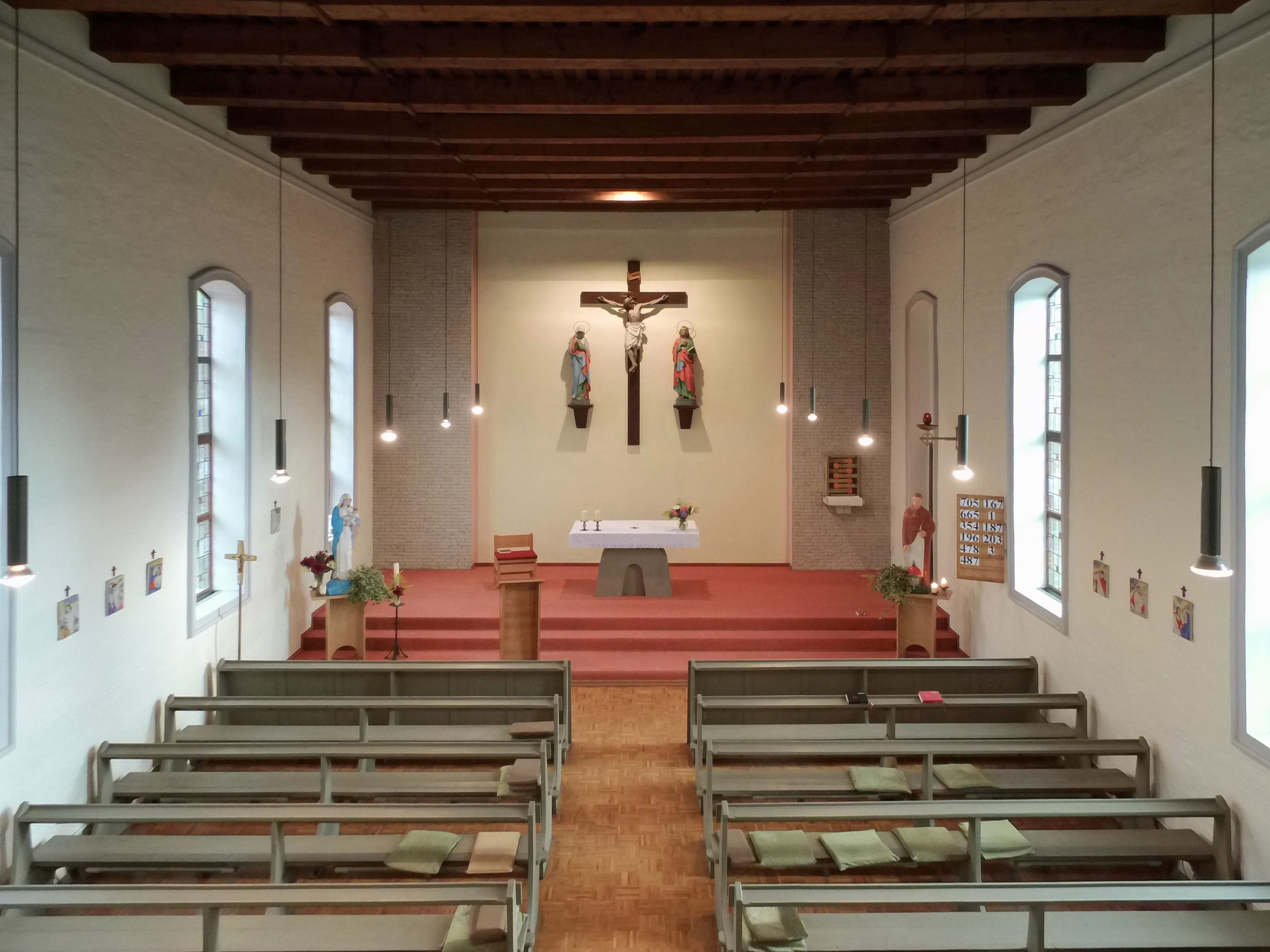
Innenansicht

Die Kirche wurde nach Plänen des Architekten Hermann Lippsmeier aus Magdeburg errichtet, ebenso wie Anfang der 1950er Jahre auch St. Johannes Baptist in Ottleben, St. Andreas in Magdeburg und St. Marien in Groß Rosenburg.
Die aus Bruchsteinquadern erbaute Saalkirche steht auf dem Grundstück Oebisfelder Straße 1 und ist heute als Denkmal ausgewiesen. Das Langhaus hat ein Satteldach mit einem kreuzbekrönten Dachreiter im Norden, in dem sich eine Glocke befindet. Der Nordgiebel wird von einem Kreuz geschmückt, das Oculus am Südgiebel wurde verschlossen. Das Gotteshaus wird durch ein Portal an der Nordseite erschlossen.
Der Innenraum wird von einer Flachdecke abgeschlossen. Das Kirchengestühl lässt einen Mittelgang frei und bietet 108 Sitzplätze. Die Rückwand des Altarraumes wird von einer Kreuzigungsgruppe dominiert. Links vom Altarraum befindet sich eine Statue der heiligen Maria mit dem Jesuskind, welches einen Rosenkranz in seinen Händen hält. Die rechts Statue stellt Josef von Nazaret dar, mit einem Winkel in seiner Hand und dem Petersdom zu seinen Füßen. Der Winkel symbolisiert den handwerklichen Beruf Josefs, der Petersdom Josef als Schutzpatron der katholischen Kirche. 14 Kreuzwegstationen befinden sich an den Seitenwänden. Unter der Empore befinden sich das Taufbecken, der Beichtstuhl und ein Harmonium. Im Vorraum der Kirche erinnert ein Missionskreuz an die Volksmission von 1961.

## Heute
Der erste Pfarrer der Kirche war zugleich der bisher letzte. Der 1910 geborene Aloys Körner, selbst Heimatvertriebener, war seit 1947 in Calvörde seelsorgerisch tätig. Zuvor war der 1939 geweihte Priester Pfarradministrator in Hammerstein (Landkreis Schlochau). Körner starb am 6. Januar 1989 in Calvörde.
1978 gehörten zur Kuratie Calvörde noch 780 Katholiken, bis 2007 war ihre Zahl auf rund 120 abgesunken. Priester waren Mangel, sodass sich mehrere Kirchengemeinden zusammenschlossen. Seit dem 2. Mai 2010 gehört die Heilig-Kreuz-Kirche mit zur Pfarrei „St. Christophorus“ mit Sitz in Haldensleben, die Kuratie Heilig Kreuz in Calvörde wurde aufgehoben.
Zur Pfarrei gehören neben der Heilig-Kreuz-Kirche auch die Kirchen „St. Johannes Baptist“ in Althaldensleben, „St. Nikolaus von der Flüe“ in Colbitz, „St. Benedikt“ in Eichenbarleben, „St. Peter und Paul“ in Groß Ammensleben, „St. Liborius“ in Haldensleben, „St. Josef und St. Theresia vom Kinde Jesu“ in Weferlingen, „St. Josef“ in Wolmirstedt sowie die Wallfahrtskapelle „St. Anna“ auf Gut Glüsig. Die Volkszählung in der Europäischen Union 2011 zeigte, dass von den 3662 Einwohnern Calvördes nur 82 der römisch-katholischen Kirche angehörten. Die Mehrzahl der Einwohner gehört heute keiner Religionsgemeinschaft an.